# Унсатлен
Унсатлен — река в России, протекает в Ботлихском районе Республики Дагестан. Длина реки составляет 20 км. Площадь водосборного бассейна — 134 км².
Начинается между хребтами Гаготытлюры и Кой, течёт в общем юго-восточном направлении через сёла Анди, Зило и Муни. Устье реки находится в 51 км по левому берегу реки Андийское Койсу в Муни.

## Данные водного реестра
По данным государственного водного реестра России относится к Западно-Каспийскому бассейновому округу, водохозяйственный участок реки — Сулак от истока до Чиркейского гидроузла. Речной бассейн реки — Терек.
Код объекта в государственном водном реестре — 07030000112109300000629.